# Anaïs
Anaïs [anaˈiːs] ist ein französischer weiblicher Vorname. 

## Herkunft und Bedeutung
Vermutlich handelt es sich um die französische Variante des persischen Namens آناهیتا Anahita. Der Name bedeutet „makellos“, „rein“.

## Verbreitung
In Frankreich gehört der Name zu den beliebtesten Mädchennamen. Vor allem in den 1990er Jahren gehörte er zu den Spitzenreitern der Vornamenscharts.
Auch in Belgien, der Schweiz und Chile (Anaís) ist der Name beliebt.

## Namensträgerinnen
- Anaïs Allard-Rousseau (1904–1971), kanadische Musikpädagogin und Sozialaktivistin
- Anaïs Beauvais (1832–1898), französische Malerin
- Anaïs Bescond (* 1987), französische Biathletin
- Anaïs Bret (* 1980), französische Schauspielerin
- Anaïs Caradeux (* 1990), französische Freestyle-Skierin
- Anaïs Chen (* 1980), Schweizer Geigerin
- Anaïs Chevalier-Bouchet (* 1993), französische Biathletin
- Anaïs Demoustier (* 1987), französische Schauspielerin
- Anaïs Gaudemard (* 1991), französische Harfenistin
- Anaïs Jeanneret (* 1963), französische Schauspielerin und Schriftstellerin
- Anaïs Lueken (* 1983), deutsch-dänische Schauspielerin, Sängerin und Tänzerin
- Anaïs Marin (* 1977), französische Politologin und Osteuropaexpertin
- Anaïs Meier (* 1984), Schweizer Schriftstellerin
- Anaïs Nin (1903–1977), amerikanische Schriftstellerin
- Anaïs Romand, französische Kostüm- und Szenenbildnerin
- Anaïs Ronc-Désaymonet (1890–1955), italienische Politikerin und Schriftstellerin
- Anaïs Sägesser (* 1978), Schweizer Unternehmerin
- Mademoiselle Anaïs (1802–1871), französische Schauspielerin